# 이상선 (1940년)
이상선(1940년 9월 25일(84세)~)은 대한민국의 정치인이다. 임명직 군수로 1991년 31대(관선), 1994년 33대(관선) 홍성군수를, 1998년 제36대(민선) 홍성군수를 역임했다.

## 생애

### 공직생활
1961년 12월 31일자 홍성군청 근무를 시작으로 13년간 근무하다 충남도청으로 전입, 40여년 공직 생활을 하다 퇴직했다.
1961년 홍성군청 산업과 서기보로 임용된 후 충청남도 운수·영림과장 공무원 교수를 거쳐 공보관, 농림국장, 지역경제국장, 보건환경국장, 공영개발사업단장을 역임하고, 관선 2회와 민선 1회 홍성 군수를 역임하였다.

### 표창 이력
재직 중 김영삼 대통령 표창, 노태우 대통령 근정포장, 김대중 대통령 홍조근정 훈장을 받았다.

## 역대 선거 결과
|  | 100.00% |

|  | 15.69% |

## 주요 업적

### 홍주종합경기장건설[1]
백월산·용봉산을 배경으로 한 홍주종합경기장은 본래 충남교육청의 재산이므로 이상선은 충남교육청 교육감 면담 아래 5만여 평을 군유지로 확보했다. 1992년 기공한 후 2000년에 완성되었으며 제 52회 충남도민체전을 홍주종합경기장에서 개최하였다. 당시 17개 시·군 중 6개의 공설운동장이 있었으나 성화대와 전광판까지 갖추어진 곳은 홍주종합경기장이 최초였다. 이후에도 전국실업양궁경기와 같은 전국 단위 경기와 충남도청 이전과 함께 도민체전이 지속적으로 개최되었다.

### 김좌진 장군생가 복원 및 사당 건립[1]
한국의 독립운동가 백야 김좌진 장군이 충청남도 홍성군 갈산면 행산리에서 출생하고 성장한 곳으로 김좌진을 추모하기 위해 1989년 12월 29일 충남기념물 제76호로 지정되었으며 이상선 군수가 부임한 1991년부터 이곳의 성역화 사업이 추진되어 생가지와 문간채, 사랑채가 복원되었으며 관리사와 전시관이 건립되었다. 당시 생가 기공식·상량식·준공식 때에는 대통령의 화환과 성우회, 국방부장관, 광복회장, 대종회장 등 수많은 인파가 모였었다. 또한, 김좌진 장군 사당(백야사)은 1998년 ~ 2001년까지 재실, 주차장들을 조성하였으며 매년 10월에 백야 김좌진 장군 청산리전투 전승기념행사가 열리고 있다. 

### 한용운선사 생가 복원 및 사당 건립[1]
일제강점기의 시인, 승려, 독립운동가인 한용운 선사의 활동 배경인 홍성을 알리고자 1990년에 생가를 복원하고 기념관을 건립하였다. 또한 2001년 8월 일 만해 생가지에 공약삼장비(公約三章碑)를 세웠다. 공약삼장비 비석의 앞면에는 공약 삼장(公約三章)이 쓰여 있으며, 비석의 뒷면에는 ‘1910년 일제의 무력에 의한 한일합방이후 식민통치에 분노한 우리 민족은 1919년 3월 1일 기미독립만세운동으로 국내·외에서 일제에 항거하여 우리나라가 독립국임을 선포하였다. 당시 최남선 선생이 쓰신 독립선언서에 민족대표33인 중 불교계의 대표이시며 우리고장 출신이신 만해 한용운선사께서 공약 삼장을 첨가하시어 민족운동을 크게 독려하신 바 그 유지를 기리고자 공약삼장비를 세워 후세에 전하고자 한다. 2001년 8월 14일 홍성군수 이상선 세우다.’라고 기록하고 있다.

### 홍성 홍주의사총(洪城洪州義士塚)성역화 사업[1][5]
홍주의사총은 한말 을사의병기 1906년 홍주성전투에서 일본군에 의해 희생된 홍주의병의 유해를 발굴하여 조성한 묘역이다. 이때 순국한 의병들의 유해를 해방이후 1949년 발굴하여 한 곳에 모아 합장하고 의사총을 만들었고 의사총은 ‘구백의총’이라고 부르다가 이상선 군수 재직시절인 1992년 ‘홍주의사총’으로 바꾸었고, 2012년 12월부터 ‘홍성 홍주의사총’이라고 부른다. 이상선 군수 부임 초 봉분에 잔디가 없는 붉은 묘소로 놀이터와 같은 형태를 보고 홍주 의사총 성역화를 추진하였다. 예산 확보 및 성역화에 힘쓴 끝에 부임시절 2001년 8월 17일 대한민국의 사적 제431호로 지정되었다. 현재 매년 5월 30일 순국의사 추모제를 올리고 있는 장소이다.

## 기타 업적[1]
- 1978년 5.0 강지진 발생 후 파괴된 성곽 보수, 조양문 보수
- '국민과의 대화'를 홍성에 유치하여 정원식 국무총리와 도내 200여명의 도민 대표들이 홍성에 와 회의를 갖게 함. 이를 계기로 동헌 건물인 안회당을 보수하고 없어진 현판을 새로 제작하여 정원식 국무총리가 제현하도록 하였고, 동헌 뒤편의 정구장을 없애고 여하정을 보수하여 공원을 조성함으로서 일제의 잔재를 없애는데 힘씀
- 홍성군 일주 도로를 개통(홍동 신기리 사고개-금마 덕정-홍북 산수, 서부 해안관광도로-서부남당-신리, 덕산 수덕사- 갈산 구성쌍천 등 국·도로)
- 홍성읍 도시개발사업으로 조양문에서 홍성역까지 도로 확장, 교통분산책으로 일제강점기 건물인 조양여관 식산은행(제일은행)을 이전하고 버스터미널을 홍성역 부근으로 이전함[8]
- 홍주 역사 재정비 및 2002년 <홍주대관> 상·하권의 역사책 발간[9][10]
- 홍성 결성향교 정비 및 보수, 홍성군 축산폐수처리장, 생활폐기물종합처리장 설치
- 중국 산동성 기수현 인구[11]와 형제 결연

## 퇴임
2002년 6월 28일 군청 대회의실에서 퇴임하였다. 